# 토머스 레이먼드 켈리
토머스 레이먼드 켈리(Thomas Raymond Kelly, 1893년 6월 4일 ~ 1941년 1월 17일)는 퀘이커교 신학 계파를 표방한 미국 대학 교수이며 前 정치인이고 철학박사 출신이다.

## 주요 이력
미국 오하이오 윌밍턴 칼리지 신학과를 나온 이후 1917년 1월, 퀘이커교 선교사로써 국민정부 시대 중화민국 대륙 본토 베이핑을 처음으로 내방(來訪)하였으며 그 당시 리타이구이(李太規, 이태규)라는 중국어 이름을 사용하였다.
1926년 1월, 퀘이커교 선교사로써 일제 강점기 조선 한성부를 처음으로 내방(來訪)하였으며 그 당시 이그루(李Grew)라는 한국어 이름을 사용하였다.
퀘이커교 교육에 앞장서면서 한편 후버 정권 시대 말기에는 잠시 미국 행정 분야에 투신하였고 미국 행정 분야 은퇴 후 독일 나치 정권을 비판하는 노선에 서서 유럽 주요 국가 수반이던 독일 총통 아돌프 히틀러와 이탈리아 총리 겸 대리청정 베니토 무솔리니의 폭정 사태를 모두 통렬히 비판하였다.
1941년 1월 17일, 심장마비로 사망(병사)하였다.